# Teliucu Superior
Teliucu Superior – wieś w Rumunii, w okręgu Hunedoara, w gminie Teliucu Inferior. W 2011 roku liczyła 276 mieszkańców.